# Calàndria del Tibet
La calàndria del Tibet (Melanocorypha maxima) és una espècie d'ocell de la família dels alàudids (Alaudidae).

## Hàbitat i distribució
Habita planures, zones rocoses i pantans de l'Himàlaia, al nord de l'Índia, sud del Tibet i oest de la Xina.